# Samson (Band)
Samson war eine englische Rockband, die 1977 von Gitarrist und Sänger Paul Samson gegründet wurde. Die Band war eine der Pionierbands der New Wave of British Heavy Metal.

## Geschichte
Nach ihrem Debütalbum Survivors im Jahre 1979, bei dem noch Samson sang, stieß Bruce Dickinson unter dem Künstlernamen Bruce Bruce zur Band. Nach 1981 verließ Dickinson die Band und wurde Sänger bei Iron Maiden. Sein Nachfolger war Nicky Moore, der der Band bis zum Ende im Jahr 2002 treu blieb und der am 3. August 2022 im Alter von 75 Jahren seiner Parkinson-Krankheit erlag.
Weitere Mitglieder der Band waren der Bassist Chris Aylmer und der Schlagzeuger Barry Graham (Künstlername: Thunderstick). Graham pflegte eine aufwendige Bühnenshow, so trat er mit lederner Maske auf und spielte in einem Käfig. Auf „Before The Storm“ 1982, trommelte Pete Jupp.
Die Band nahm nach Dickinsons Weggang weiter regelmäßig Platten auf und tourte gelegentlich. Mit dem Tod des Gründers Paul Samson am 9. August 2002 durch Krebs löste sich die Band auf.
Bassist Chris Aylmer starb am 9. Januar 2007 aufgrund eines Kehlkopfkrebses. Er soll die Idee des Bandnamens gehabt haben.

## Diskografie

### Studioalben
- 1979: Survivors
- 1980: Head On
- 1981: Shock Tactics
- 1982: Before the Storm
- 1984: Don’t Get Mad, Get Even
- 1986: Joint Forces (wurde ursprünglich als Soloalbum von Paul Samson vertrieben, 1993 wurde es erstmals als Samson-Album wiederveröffentlicht)
- 1988: 1988 (Teile des Albums wurden auf der 1988 erschienenen EP And There It Is… veröffentlicht, das Album in Gänze erschien erst 1993)
- 1989: Look to the Future (wurde erstmals als Bestandteil des Boxsets Look to the Future, Refugee & P.S. im Jahre 2018 veröffentlicht)
- 1990: Refugee
- 1993: Samson (wurde auch unter dem Titel Nineteen Ninety-Three veröffentlicht)
- 2006: P.S. (Samson-Album, das erst nach Paul Samsons Tod fertiggestellt und als Paul-Samson-Album veröffentlicht wurde)

### Livealben
- 1985: Thank You and Good Night
- 1990: Live at Reading ’81
- 1997: The BBC Sessions
- 1999: Metal Crusade: New Wave of British Heavy Metal 20th Anniversary Festival (Splitveröffentlichung zusammen mit Trespass, Tank und Praying Mantis)
- 2000: Live in London 2000
- 2002: Live: The Blues Nights (wurde als Paul-Samson-Soloalbum veröffentlicht)